# マルタリアーティ

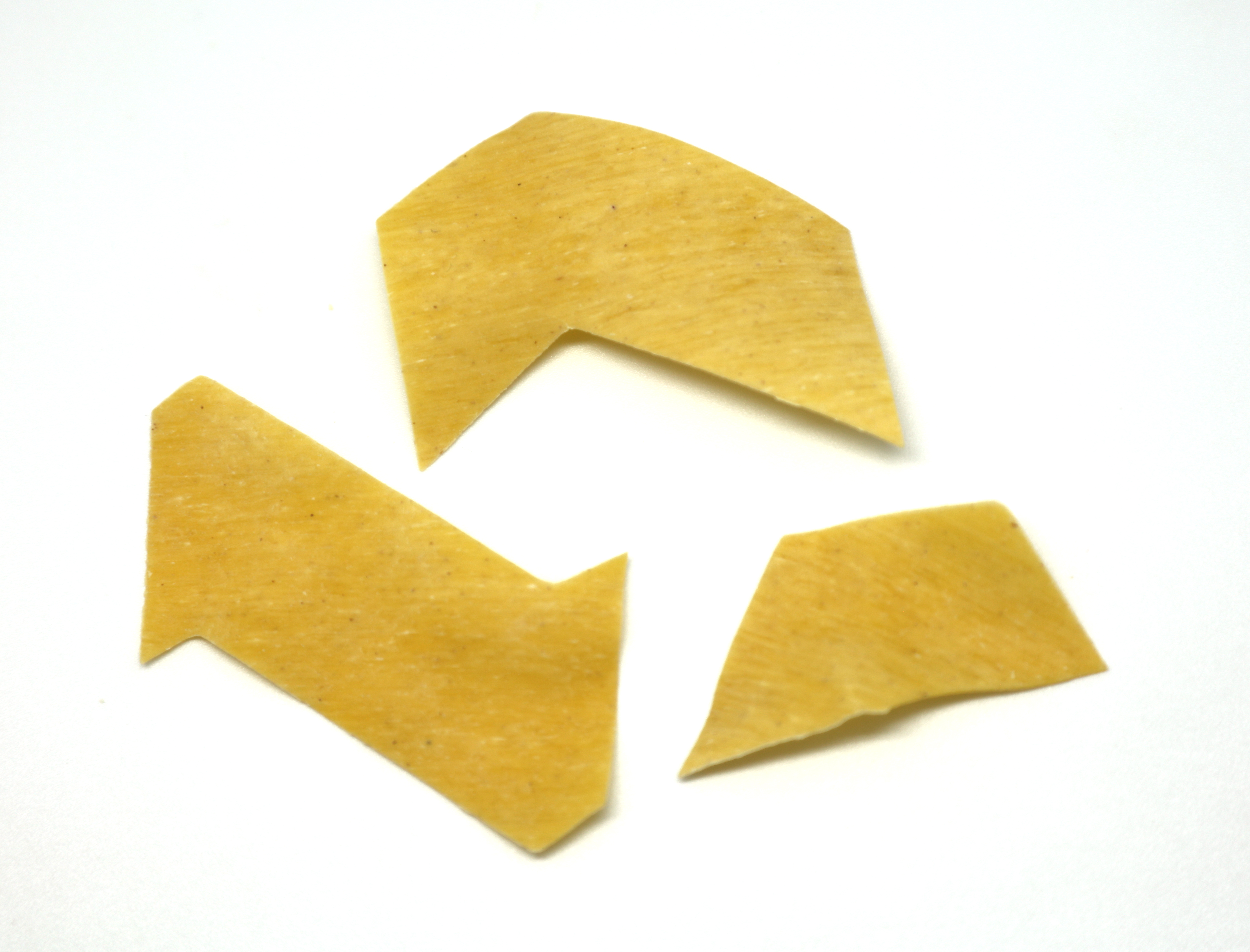
マルタリアーティの乾麺

マルタリアーティ(Maltagliati)は、イタリアのエミリア＝ロマーニャ州のパスタである。タリアテッレ等のパスタを作る際には、生地を丸めて薄い帯状に切り、麺を作る。余った端の部分の生地は、不規則な形や大きさ、厚さであり、そのため"poorly cut"、イタリア語でMaltagliatiと呼ばれる。
貧者の食べ物であるため、マルタリアーティを使ったレシピはシンプルで安価な材料を使ったものが多い。最も古典的なレシピは豆のスープであるが、他にも様々なレシピがある。

## 発祥
現代のマルタリアーティは、古代ローマや古代ギリシアの文献から知られているものと非常によく似ており、これが起源のヒントになる可能性がある。